# Olatz Rivera Olmedo
Olatz Rivera Olmedo (Bilbao, Biscaia, 7 d'octubre de 1996) és una àrbitra espanyola de futbol de la Primera Divisió Femenina d'Espanya i Àrbitra FIFA. Pertany al Comitè d'Àrbitres del País Basc.

## Trajectòria
Va pujar a la màxima categoria del futbol femení espanyol el 2017, quan aquesta va ser creada perquè la Primera Divisió Femenina d'Espanya fos dirigida únicament per àrbitres dones. El seu carisma i qualitats els han portat en els darrers anys a la designació en partits amb creixent notorietat de les competicions RFEF. El 2021 aconsegueix ser l'única àrbitre proposada per la federació per debutar com a internacional, per la qual cosa l'any 2022 es va unir a col·legiades de la talla de Zulema González, Acevedo Dudley, Martínez Madrona, i Huerta de Aza. Compagina l'arbitratge amb la seva feina com a informàtica i professora a Saragossa.

## Temporades
| Categoria             | País          | Any   |
| --------------------- | ------------- | ----- |
| Primera Divisió       | Espanya       | 2017- |
| UEFA SECOND Cat. Ref. | Internacional | 2022  |

## Premis
- Premi MARCA: Millor arbitra de l'any (1): 2020